# اما بیلاراسائو
اِما بیلاراسائو (کاتالونیایی: Emma Vilarasau؛ زادهٔ ۶ آوریل ۱۹۵۹) بازیگر تئاتر، سینما و تلویزیون اهل اسپانیا است.
از فیلم‌های او می‌توان به آرمان‌شهر اشاره کرد.
وی همچنین برندهٔ جوایزی همچون جایزه کرئو د سن ژردی شده‌است.